# Julián Rejala
Nació en la compañía Kokue Guasu, Areguá, Paraguay el 16 de febrero de 1907.
Se formó como guitarrista con Enriqueta González e interesado en el teatro trabajó en la Compañía de Julio Correa, el genial creador del teatro guaraní.

## Primeros pasos
En 1934 formó el Conjunto Folklórico Guaraní, integrado por Santiago Cortessi, Jorge Caballero, Agustín Cáceres, Agustín Larramendia, José L. Melgarejo, Fidelino Castro Chamorro, entre otros.
Este grupo activó durante y después de la contienda chaqueña entre Paraguay y Bolivia (1932-1935). En sus inicios el conjunto actuó bajo la dirección de Roque Centurión Miranda con el nombre de “Elenco Chaco Paraguayo”. Luego de la guerra fundó el primer grupo de danzas folklóricas del Paraguay, constituyéndose en un pionero de numerosísimas agrupaciones de este tipo que aparecerían luego y hasta el presente.

## Trayectoria
En 1940 realizó presentaciones en el Brasil y se incorporó, en Asunción, como profesor de danzas folklóricas en la Academia de Danzas de Erika Milée. En 1944 continuó enseñando en la Agrupación Tradicionalista Guaraní.
Por su conjunto desfilaron destacados intérpretes de la música popular. Como recopilador e investigador de danzas folklóricas tuvo el enorme mérito de rescatar del olvido numerosos bailes tradicionales en vías de desaparición.
Entre 1960 y 1965 realizó numerosas grabaciones en Río de san Antonio, Brasil.

## Obras
Sus creaciones musicales más difundidas son:
- “Che reja guive”
- “Morena mía”
- “Sùplica”
- “Olimpia”
- “Alguna vez”
- “Morena mí”
- “Mi brasileñita”
- “Mi folklore”
- “La conquista de Yrendague”, entre otras.

## Distinciones
Entre sus reconocimientos y galardones figuran la Mención de Honor en la Primera Exposición Nacional del Paraguay (1940) y el premio a la mejor dirección artística en el Concurso Internacional del Folklore, en Salta, Argentina (1966).
Fue miembro fundador de Autores Paraguayos Asociados /APA) y de la [[Asociación de Escritores Guaraníes (ADEG)]].

## Su familia
Casado con la gran cantante y profesora Wilma Ferreira. Padre de Placido Julian Rejala.-

## Últimos años
Falleció en Asunción el 13 de julio de 1981.